# Nuketown
"Nuketown" é um mapa multijogador da sub-série Black Ops da série de jogos eletrônicos Call of Duty, desenvolvido pela Treyarch. O mapa apareceu pela primeira vez no Call of Duty: Black Ops original em 2010. O mapa se passa em uma cidade de testes nucleares em Nevada, Estados Unidos. O mapa foi apresentado em Call of Duty: Mobile e foi refeito em Black Ops II como "Nuketown 2025", em Black Ops III como "Nuk3town", e Black Ops: Cold War como "Nuketown '84". O mapa se tornou um dos mapas mais populares da série.

## Design
Nuketown se passa em uma cidade de testes nucleares nos desertos de Nevada. É um dos menores mapas da série Call of Duty e possui um design muito simples. O traçado é composto por duas casas de dois andares com quintal, separadas por uma estrada com circulação de veículos separando as casas. Uma terceira casa está localizada no final da estrada, no meio das casas, mas não é possível entrar nela. No final de qualquer partida multijogador em Nuketown, uma bomba nuclear é detonada, destruindo a cidade. Apesar do seu design simples, Nuketown foi descrito como um mapa incrivelmente caótico.

## História
Nuketown foi inspirado em uma cena de Indiana Jones e o Reino da Caveira de Cristal, um filme lançado pouco antes do início do desenvolvimento de Black Ops. Em Black Ops, o mapa era um mapa de lançamento disponível para todos. Aconteceu originalmente na década de 1950.
Em Black Ops II, o mapa multijogador foi redesenhado para ser baseado na década de 1960 e foi intitulado "Nuketown 2025". O mapa era originalmente um bônus de pré-encomenda, mas posteriormente foi disponibilizado para todos através do DLC "Revolution" em todas as plataformas, exceto Wii U. Cerca de um mês após o lançamento de Black Ops II, um mapa de Zumbis intitulado "Nuketown Zombies" foi adicionado, redesenhando o local original de Nuketown para acomodar o modo e retratando-o como um deserto árido. O Wii U recebeu Nuketown 2025 em agosto de 2014, dois anos após o lançamento do jogo, e foi o único DLC lançado para a plataforma.
Em Black Ops III, o mapa foi refeito para as novas mecânicas de jogo introduzidas nele. O movimento vertical foi enfatizado no remake, e o design do mapa avançou cem anos no futuro, agora ocorrendo em uma simulação virtual em 2065. Esta nova versão do mapa foi intitulada "Nuk3town". Assim como Black Ops II, o mapa era exclusivo para quem pré-encomendou o jogo.
Em Black Ops 4, o mapa apareceu como uma réplica russa do local de testes. Em Black Ops: Cold War, o mapa foi movido de volta para uma réplica desativada do site original de Black Ops reaproveitado como uma comuna. O mapa também apareceu em Call of Duty: Mobile.

## Recepção
Nuketown é um dos mapas mais populares e conhecidos da série Call of Duty. Foi classificado entre os melhores mapas da série, e o mapa foi considerado um dos melhores mapas multijogador de todos os tempos. A ação acelerada do mapa foi elogiada. Depois que Nuketown 2025 foi removido de Black Ops II, um clamor dos fãs resultou na readição do mapa em um dia.
No entanto, a Play criticou Nuketown como um dos piores mapas FPS de todos os tempos, chamando-o de "enfurecedor" e pouco adequado para o modo de jogo Team Deathmatch. Eles citaram o fato de que um jogador poderia prever qual lado venceria em 15 segundos.
O mapa foi recriado por fãs no Fortnite Creative, e como uma arena física de paintball.